# 978
978 (CMLXXVIII) fue un año común comenzado en martes del calendario juliano, en vigor en aquella fecha.

## Acontecimientos
- Comienza el reinado de Vladimiro, príncipe de Kiev y de Nóvgorod. Finalizaría en 1015.

## Nacimientos
- Yaroslav I el Sabio, príncipe ruso.
- Zoe, emperatriz bizantina.

## Fallecimientos
- Li Yu, escritor chino.
- 18 de marzo - Eduardo el Mártir, rey de Inglaterra.